# Roberto Onofri
Roberto Onofri (Roma, 6 febbraio 1968) è un conduttore televisivo, autore televisivo e disc jockey italiano.

## Biografia
Inizia la sua carriera come DJ nei primi anni ottanta e nel 1989 vince il Pick Up d'Oro al Madison Square Garden di New York e nel 1994 come conduttore televisivo nel network Supersix e con il programma Videoone insieme a Rosalinda Celentano.
Dai primi anni 2000 inizia a collaborare con la RAI sia come autore che come conduttore di programmi.
Nel 2005 crea Port TV Network . Nel 2006 è il produttore e regista del video musicale Sole Solange, che accompagna l'omonimo singolo di Solange, e tre anni dopo condurrà su Rai Due Capitani in mezzo al mare insieme a Denny Mendez, Stefano Tacconi e Nadia Bengala.
Ogni anno, durante il mese di Aprile, è conduttore ed ideatore su Rai Italia dell'Oscar dei Porti, premio televisivo delle eccellenze del mare. Dal 12 giugno 2012 è stato su Rai Due nel programma di Federica Peluffo Terre meravigliose dove conduce una rubrica e contemporaneamente presenta Buon Compleanno VIP e altri programmi su Italian Television Network, dove continua la sua carriera di disc-jockey nei party esclusivi dei VIP mondiali.
Da Maggio 2014 conduce con Viviana Ramassotto Truccoone, un programma televisivo per l'Italia e gli Stati Uniti su look, trucco e moda, incentrato, inoltre, sulle eccellenze italiane. È anche ideatore e direttore artistico di Make Up Channel. Il 13 ottobre 2015 ha inaugurato la televisione ufficiale delle imprese Confartigianato TV a Roma di cui è l'deatore.
Nel 2016 a marzo inizia in Fiera Roma il progetto Fiera Channel, la Tv interattiva nei padiglioni e nel web che parla del Made in Italy degli espositori. È l'ideatore del decoder Cibor-I Tvbox, che permette agli italiani nel mondo di sintonizzarsi sulle tv nazionali e private del mondo compresa Italia. Nel 2016 produce e remixa Alessia Macari, la vincitrice del GF VIP , con oltre 7 milioni di like su YouTube.
Nel maggio 2022 prende le redini di MISS ITALIA AMERICA come direttore artistico e presentatore direttamente dalla Patrona Patrizia Mirigliani. Nel 2024 esce il suo libro autobiografico su AMAZON nel modo : "dal Mar Tirreno Ad Ocean Drive" DJ ONOFRI;

## Televisione
- Videoone  supersix e La7 (dal 1994 al 2001)
- La Vecchia Fattoria  RAIUNO (conduttore dell'angolo musicale[3], dal 2000 al 2002)
- Capitani in Mezzo al Mare RAIDUE (dal 2005 al 2011)
- Gran Galà della Croce Rossa RAIUNO (2009)
- Prima Colazione (2009-2010),
- Oscar dei Porti (dal 2005 al 2011)
- Terre Meravigliose (dal 2012 su Rai Due)
- Festival di Napoli (dal 2012)
- Truccoone (dal 2014)
- Miss Artes Tv (dal 2015)
- Bice TV (2015)
- Confartigianato Tv (2015)
- Make Up Channel (2015)
- Fiera Channel da FIERA DI ROMA (dal 2016)
- Gran Gala del mare (29 novembre 2020) MAZARA DEL VALLO con Veronica Maya (sky e Canale Italia)
- Port to Port (2021)
- MISS ITALIA AMERICA  a MIAMI per RAITALIA conduce con GLORIA ZANIN (2023)

- MISS ITALIA AMERICA  a MIAMI per CIBORTV  conduce con LAVINIA COLASANTO (2024)

- OSCAR DEI PORTI   a MIAMI per RAITALIA conduce con ARIANNA BERGAMASCHI. (2024)

- OGNI GIORNO E' NATALE" Con ANNA FALCHI RAI DUE 23 DICEMBRE 2024 ore 14.40    Presentatore Collegamento da MIAMI BEACH . (2024)

## Discografia
- Let's Go Out - (Massaroni Record - 1983)
- Living With Passion - (Massaroni Record - 1983)
- Welcome Desire - (Mix Om - 1983)
- Odyssey - (Master Program - 1985)
- In America - Remix / Odyssey - Remix - (Master Program - 1988)
- Full Time - (Feeling Music - 1989)
- Tokyo - (GFB Records - 1991)
- Eternity (Soul Xpression - 1992)[4]
- Bimboone Festa (Dig-It - 1997)
- Girotondo Rap di Franco Nero - (2001 - Disco d'Oro[4])
- Help Island di Stefano Tacconi - (2004 - Disco d'Oro[5])
- Volare di Valeria Marini - Remix di Roberto Onofri - (Not on Label - 2010) Disco di Platino (300 000 copie vendute in una settimana)[6][7]
- Dance Feat. Georgia - (GNE-Universal - 2012)
- Dance - Remix Feat. Teodora - (GNE-Universal - 2012)
- Te Deseo - Remix Feat. Emma Maria - (JB Production - 2014)
- You My Boy feat Viviana Ramassotto (JB Production - 2015)
- New Dada Compilation (allegata settimanale ORA) (disco d'oro 25 000 copie vendute 2015)
- ''Quant’ è Bello lu Primm’ammore'' feat Alessia Macari (JB Production - 2016)
- ''Quando quando quando rmx'' feat Flora Canto (JB Production - 2018)
- TOP 80 compilation DISCO DORO 2021 (JB Production - 2021)